# Gerardus Antonius Adrianus Adelaar
Gerardus Antonius Adrianus Adelaar (Peperga, 9 november 1925 - Meliskerke, 25 februari 1966) was een Nederlands politicus van de SGP.
Hij werd geboren in de Friese gemeente Weststellingwerf als zoon van Wilhelmus Adelaar (1891-1928) en Aukje van der Beek (1895-1969). Na het overlijden van z'n vader woonde het gezin in Middelburg en vanaf september 1944 was hij ondergedoken in Friesland. Nadat in 1945 ook Noord-Nederland bevrijd was, werd hij actief bij de Binnenlandse Strijdkrachten. Vervolgens ging hij als vrijwilliger van een 'Licht Infanterie Bataljon' via Engeland en Malakka naar Nederlands-Indië waar hij tot 1948 als OVW'er verbleef. Later dat jaar ging hij werken bij de gemeente-ontvanger van Middelburg en drie jaar later werd hij eerste ambtenaar bij de gemeente Serooskerke. In juni 1954 volgde hij Willem Harm van der Heide op als gemeentesecretaris van Meliskerke nadat deze burgemeester van Arnemuiden was geworden. Adelaar werd twee jaar later in die gemeente benoemd tot burgemeester nadat burgemeester Adriaan Jan Huijsman was overleden. Vanaf 1962 was hij ook lid van de Provinciale Staten van Zeeland. Tijdens zijn burgemeesterschap overleed Adelaar begin 1966 op 40-jarige leeftijd. Vier maanden later werd de gemeente opgeheven en tot die tijd heeft loco-burgemeester J. de Korte diens functie waargenomen.